# Kor.SVVP-70

Kor.SVVP-70

Kor.SVVP-70(함상수직이착륙항공기-70)은 소비에트 연방의 수직이착륙 함재기 설계안이다. Yak-38의 높은 연료 소모량에 대한 대안으로 1969년에 설계되었으나 소련 해군에 채택되지 못했다.

## 제원

#### 기체
- 승무원: 2명
- 길이: 14.7m
- 날개 폭: 13.0m
- 높이: 3.4m
- 이륙중량: 11,600kg
- 엔진: 이브첸코 AI-25 터보팬 엔진 (1,500kgp) ×2
- 리프트 엔진 : 콜레소프 RD36-35F 터보제트 엔진 (2,900kgp) ×4

#### 성능
- 최대속도: 640km/h
- 작전행동반경: 900km
- 항속거리: 2,400km
- 수송량: 1,000kg의 화물 또는 12명의 병사

#### 무장
- 무장탑재량: 1,200kg

## 개발사
1969년에 베르티니 설계국 소속 기술자인 이오시프 A.베를린과 발렌틴 A.코시긴의 주도로 개발되었다. 이들은 당시 개발중이었던 Yak-38과 같은 수직이착륙기의 단점에 주목했다. 갑판에서 리프트 엔진을 사용해 수직으로 이함하면 필연적으로 연료 소모량이 급증하게 되며 이는 항공기의 작전행동반경과 무장탑재량을 크게 줄였다. 따라서 그 단점을 극복하기 위해 기술자들은 리프트 엔진 뿐만 아니라 동체 하부에 수납되는 플로트도 장착했다. 날씨가 좋으면 플로트를 꺼내서 이착수해 리프트 엔진으로 연료를 낭비하지 않아도 됐다. 이 설계안은 항모전력 확충을 꿈꾸던 소련 해군으로부터 조명을 받았으나 소련 항공공업부로부터 반려되었으며, 추가적인 개발 또한 진행되지 못했다.

## 특징

### 동체

위에서 내려다본 동체. 기체 중심부에 자리한 두 쌍의 리프트 엔진 덮개가 눈에 띈다.

Kor.SVVP-70은 부식 방지 처리된 두랄루민으로 만들어진 전금속기이다. 조립에는 주로 리벳 접합 공법이 사용되었고 동체는 기체 앞부터 뒤까지, 옆으로는 주날개 가운데까지 하나로 되어 있다. 동체 앞 부분에는 파일럿 2명이 좌우로 앉는 조종석이 있다. 각각의 조종석에는 비상시를 대비해 사출좌석을 장착했다. 조종석은 한쪽에서만 항공기를 조종할 수 있지만, 장비를 부착하면 양쪽 다 조종이 가능한 훈련기로 쉽게 전환할 수 있었다. 동체 가운데 부분에는 두개씩 앞뒤로 배치된 리프트 엔진 4기와 리프트 엔진 사이에 자리하는 널찍한 화물 수송 공간이 있다. 동체 가운데의 양 옆에는 주 엔진이 있으며 그 위로 주날개가 뻗어나온다. 주날개의 앞전은 동체와 수직이며 뒷전은 전진익의 형태를 하고 있다. 주날개는 좁은 격납고를 고려해 접을 수 있도록 설계되었다. 동체에 고정된 날개의 뒷전에는 플랩이, 접히는 부분에는 에일러론이 달려 있다. 동체 뒷부분에는 수직꼬리날개와 수평꼬리날개가 있다. 수평꼬리날개는 좌우 날개가 하나로 되어 있으며, 통째로 움직인다.

### 엔진
Kor.SVVP-70은 주 엔진으로 이브첸코 AI-25 터보팬 엔진 한 쌍을 장착했다. 각각의 엔진에는 추력 편향 노즐이 장착되어 수직이착륙시에도 사용되었다.
리프트 엔진으로는 콜레소프 RD36-35F 터보제트 엔진 4기를 장착했다. 이 엔진의 공기흡입구는 동체 윗부분에 있으며 사용하지 않을 때는 내리닫이 덮개로 닫혔다.
또한 주날개 양 끝에는 우주선의 반동 제어 시스템과 유사하게 공기를 뿜어내는 분사구가 있다. 이 분사구는 항공기가 호버링 중이거나 이착륙을 시도할 때 자세를 제어하는 데 사용된다. 이때 뿜어내는 공기는 리프트 엔진으로부터 공급된다.

### 플로트

플로트는 동체 하부에 수납된다.

Kor.SVVP-70의 주된 특징은 플로트 한 쌍을 동체 하부에 수납한다는 점이다. 플로트는 순항 시에는 납작하게 동체 하부에 수납된다. 이착수 시에는 플로트를 내리며 플로트의 고무튜브를 부풀려 물 위에 떠있을 부력을 확보한다. 플로트의 아랫부분에는 육지에서의 착륙을 대비해 스키드가 달려 있다.

### 전투 능력

#### 다중목적기
또한 Kor.SVVP-70은 다중목적기로 설계되었다. 단순한 공격 임무에서 대잠 임무, 특수부대 투입 등의 임무에도 투입될 수 있다. 기체 가운데의 화물칸에 총 1,000t의 장비를 적재할 수 있으며, 화물칸을 개조해서 최대 12명의 낙하산병을 수송할 수도 있다.

#### 탐지 체계
조종석 아래의 레이돔에 수색 레이다가 장착되었다.

#### 무장
무장탑재량은 총 1,200kg이며, 기수 조종석 아래에 기총을 장착할 수 있다.

## 참고 자료
- Yefim Gordon and Sergey Komissarov (2013년 11월 15일). 〈Various design bureaux and individuals〉. 《Unflown Wings》. Crecy Publishing. 502-504쪽. ISBN 9781906537340.
- https://topwar.ru/20402-eksperimentalnyy-samolet-s-vertikalnym-vzletom-i-posadkoy-kor-70.html (러시아어)
- http://www.testpilot.ru/russia/bartini/svvp/svvp70_e.htm (영어)